# Hookeria subsecunda
Hookeria subsecunda là một loài Rêu trong họ Hookeriaceae. Loài này được Mitt. mô tả khoa học đầu tiên năm 1869.